# CL-512
La CL-512 pertenece a la Red Básica de carreteras de la Junta de Castilla y León  que transcurre desde Salamanca hasta Vecinos. En estos últimos años se ha reformado mejorando su trazado, así como la mejora de los enlaces con glorietas o prolongación de carriles de aceleración y deceleración.
Esta carretera se corresponde con el primer tramo de los cinco en los que fue dividida la antigua  C-512 

## Recorrido
| Salamanca (Intersección con ) - Vecinos (Intersección con ) | Salamanca (Intersección con ) - Vecinos (Intersección con ) | Salamanca (Intersección con ) - Vecinos (Intersección con ) | Salamanca (Intersección con ) - Vecinos (Intersección con ) | Salamanca (Intersección con ) - Vecinos (Intersección con )   | Salamanca (Intersección con ) - Vecinos (Intersección con )   | Salamanca (Intersección con ) - Vecinos (Intersección con ) | Salamanca (Intersección con ) - Vecinos (Intersección con ) | Salamanca (Intersección con ) - Vecinos (Intersección con ) | Salamanca (Intersección con ) - Vecinos (Intersección con ) | Salamanca (Intersección con ) - Vecinos (Intersección con ) |
| Esquema                                                     | PK                                                          | Sentido Vecinos (creciente)                                 | Sentido Vecinos (creciente)                                 | Sentido Vecinos (creciente)                                   | Sentido Vecinos (creciente)                                   | Sentido Salamanca (decreciente)                             | Sentido Salamanca (decreciente)                             | Sentido Salamanca (decreciente)                             | Sentido Salamanca (decreciente)                             | Incidencias                                                 |
| Esquema                                                     | PK                                                          | Velocidad                                                   | Elemento                                                    | Salida                                                        | Salida                                                        | Salida                                                      | Salida                                                      | Elemento                                                    | Velocidad                                                   | Incidencias                                                 |
| Esquema                                                     | PK                                                          | Velocidad                                                   | Elemento                                                    | Dir.                                                          | Nombre                                                        | Nombre                                                      | Dir.                                                        | Elemento                                                    | Velocidad                                                   | Incidencias                                                 |
| ----------------------------------------------------------- | ----------------------------------------------------------- | ----------------------------------------------------------- | ----------------------------------------------------------- | ------------------------------------------------------------- | ------------------------------------------------------------- | ----------------------------------------------------------- | ----------------------------------------------------------- | ----------------------------------------------------------- | ----------------------------------------------------------- | ----------------------------------------------------------- |
|                                                             | 0,0                                                         |                                                             |                                                             | C/Ctra. Fregeneda                                             | C/Ctra. Fregeneda                                             | C/Ctra. Fregeneda                                           |                                                             |                                                             |                                                             |                                                             |
| Centro Urbano                                               | 0,0                                                         |                                                             |                                                             |                                                               |                                                               |                                                             |                                                             |                                                             |                                                             |                                                             |
| Ciudad Rodrigo Vitigudino                                   | 0,0                                                         |                                                             |                                                             |                                                               |                                                               |                                                             |                                                             |                                                             |                                                             |                                                             |
| Aldeatejada Tamames Todas direcciones Ávila - Madrid        | 0,0                                                         |                                                             |                                                             |                                                               |                                                               |                                                             |                                                             |                                                             |                                                             |                                                             |
|                                                             | 0,1                                                         |                                                             |                                                             | Matilla de los Caños Recinto Ferial Hospital de los Montalvos | Matilla de los Caños Recinto Ferial Hospital de los Montalvos |                                                             |                                                             |                                                             |                                                             |                                                             |
|                                                             | 1,1                                                         |                                                             |                                                             | SALAMANCA                                                     | SALAMANCA                                                     | SALAMANCA                                                   | SALAMANCA                                                   |                                                             |                                                             |                                                             |
|                                                             | 1,8                                                         |                                                             |                                                             |                                                               | Zamora Todas Direcciones Vitigudino                           | Zamora Todas Direcciones Vitigudino                         |                                                             |                                                             |                                                             |                                                             |
|                                                             | 1,8                                                         | Vía de Servicio                                             |                                                             |                                                               |                                                               |                                                             |                                                             |                                                             |                                                             |                                                             |
|                                                             | 1,8                                                         | Aldeatejada Vecinos                                         |                                                             |                                                               |                                                               |                                                             |                                                             |                                                             |                                                             |                                                             |
|                                                             | 1,8                                                         | Ávila - Madrid Cáceres Alba de Tormes Polígono El Montalvo  |                                                             |                                                               |                                                               |                                                             |                                                             |                                                             |                                                             |                                                             |
|                                                             | 1,8                                                         | Salamanca                                                   |                                                             |                                                               |                                                               |                                                             |                                                             |                                                             |                                                             |                                                             |
|                                                             | 2,5                                                         |                                                             |                                                             |                                                               | Urbanización Las Fuentes                                      | Urbanización Las Fuentes                                    |                                                             |                                                             |                                                             |                                                             |
|                                                             | 3,3                                                         |                                                             |                                                             | ALDEATEJADA                                                   | ALDEATEJADA                                                   | ALDEATEJADA                                                 | ALDEATEJADA                                                 |                                                             |                                                             |                                                             |
|                                                             | 3,4                                                         |                                                             |                                                             |                                                               | Urbanización El Soto                                          | Urbanización El Soto                                        |                                                             |                                                             |                                                             |                                                             |
|                                                             | 4,4                                                         |                                                             |                                                             | ALDEATEJADA                                                   | ALDEATEJADA                                                   | ALDEATEJADA                                                 | ALDEATEJADA                                                 |                                                             |                                                             |                                                             |
|                                                             | 5,9                                                         |                                                             |                                                             | Las Veguillas Frades de la Sierra                             | Las Veguillas Frades de la Sierra                             | Las Veguillas Frades de la Sierra                           | Las Veguillas Frades de la Sierra                           |                                                             |                                                             |                                                             |
|                                                             | 26,4                                                        |                                                             |                                                             | ALDEATEJADA                                                   | ALDEATEJADA                                                   | ALDEATEJADA                                                 | ALDEATEJADA                                                 |                                                             |                                                             |                                                             |
|                                                             | 26,880                                                      |                                                             |                                                             |                                                               | Matilla de los Caños Robliza de Cojos                         | Matilla de los Caños Robliza de Cojos                       |                                                             |                                                             |                                                             |                                                             |
|                                                             | 26,880                                                      | Linares de Riofrío Santibáñez de la Sierra Tamames          |                                                             |                                                               |                                                               |                                                             |                                                             |                                                             |                                                             |                                                             |
|                                                             | 26,880                                                      | Endrinal Las Veguillas                                      |                                                             |                                                               |                                                               |                                                             |                                                             |                                                             |                                                             |                                                             |